# Messerkopf

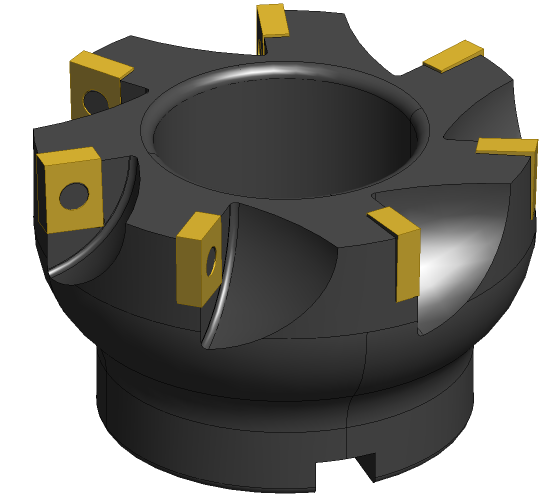
Mit Wendeschneidplatten (Gold) besetzter Eckfräskopf (Schwarz)

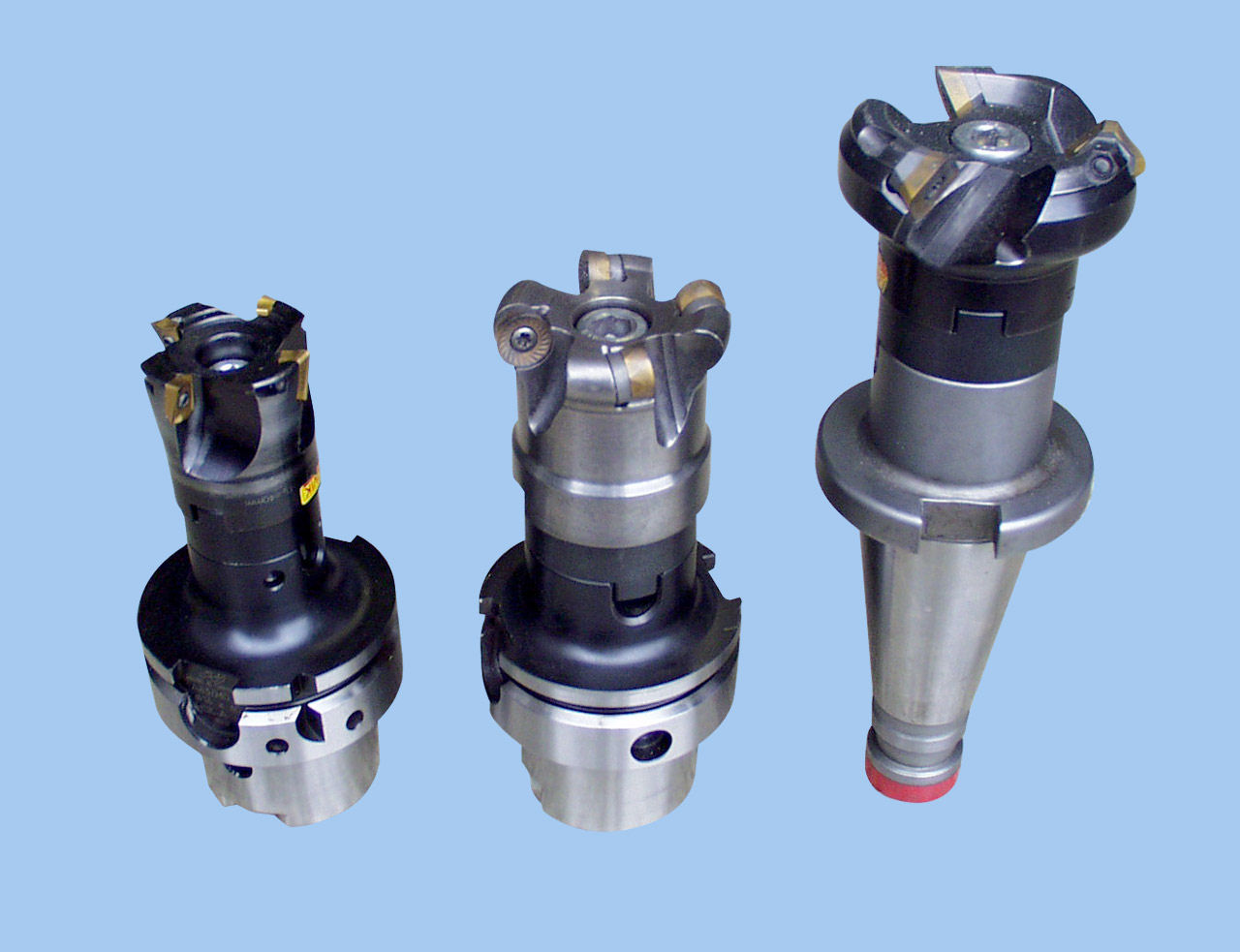
Aufsteckmesserköpfe mit Wendeschneidplatten: Eckmesserkopf (links), Plan- und Kopiermesserkopf (Mitte) und Planmesserkopf (rechts)

Animation eines sich drehenden Reuleaux-Dreiecks (Gleichdick-Figur), das Prinzip wird bei einem „Quadratlochbohrer“ angewandt (der eigentlich ein Fräskopf ist)

Ein Messerkopf (auch Fräskopf genannt) ist ein Fräswerkzeug, in das Wendeschneidplatten eingesetzt werden und das vorwiegend zum Planfräsen geeignet ist. Ein Eckfräskopf eignet sich auch zum Stirnumfangsfräsen, da der Winkel zwischen den beiden äußeren Schneiden (der Werkzeug-Einstellwinkel) 90° beträgt. Sonst nimmt er Werte zwischen 45° und 80° an.

## Aufbau
Am zylindrischen oder tellerförmigen Grundkörper eines Messerkopfes sind an der bearbeitenden Fläche je nach Bauform rundum größere Aussparungen an Stirn- und/oder Seiten-Fläche, die der Spanabfuhr dienen. In den Innenflächen dieser großen Aussparungen sind nochmals kleinere Aussparungen, entsprechend der Arbeitsdrehrichtung, in die wechselbare Wendeschneidplatten oder verschiebbare Halterungen für selbige, sogenannte Kassetten, eingesetzt und geklemmt oder geschraubt werden.
Üblicherweise besteht zwischen den einzelnen Wendeschneidplatten ein geringer steigender Höhen- und/oder Seiten-Unterschied, so dass immer alle Platten am Messerkopf gleichzeitig und gleichmäßig Material abtragen können.
Bei einer Bauform mit Kassetten ist zusätzlich eine entsprechend einstellbare Höhen- und/oder Seiten-Verstellung der einzelnen Wendeschneidplatten zueinander beziehungsweise zum Grundkörper des Messerkopfes möglich.
Zur Variation der Schneidengeometrie können unter die Wendeschneidplatten verschiedene Einlagen gespannt werden.

## Unterteilung

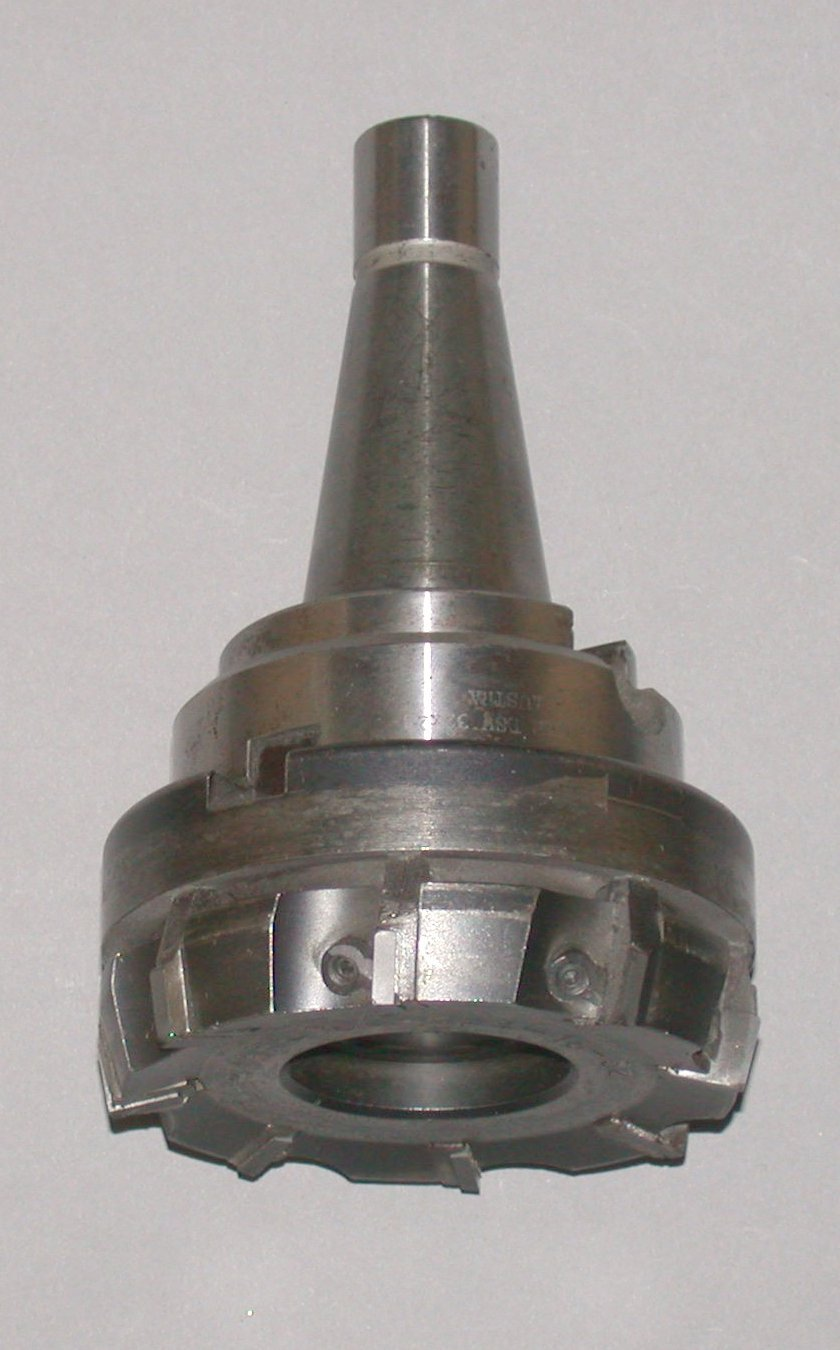
Planmesserkopf älterer Bauart

Entsprechend der Fräsergeometrie unterscheidet man auch bei den Messerköpfen verschiedene Bauformen.
Üblich Bauformen von Messerköpfen sind Planmesserköpfe, Eckmesserköpfe, Formfräser und sogenannte Igelfräser. Immer häufiger werden aber auch alle anderen Fräserarten sowie Bohrer nach dem Bauprinzip eines Messerkopfes eingesetzt.
Weiter unterscheidet man verschiedene Teilungen nach der Anzahl der einsetzbaren „Messer“ und nach dem Bedarf an Spanabfuhrraum je nach Anforderung bei kurz- oder langspanendem Material. Üblich sind ungerade Teilungen, da sich hierdurch ein Vorteil bei der Vibrationsempfindlichkeit ergibt. Es werden aber auch gerade Teilungen regelmäßig verwendet.

## Vorteile
Die entscheidenden Vorteile der Messerköpfe gegenüber konventionellen Fräsern aus einem Stück sind die genormten Wendeschneidplatten und die mit den entsprechenden Schneidstoffen erzielbaren, sehr hohen Schnittleistungen.
Messerköpfe bieten große Vorteile durch:
- Sehr schnelle Wechselmöglichkeit der Wendeschneidplatte, auch am eingespannten Werkzeug.
  - Zeiteinsparung durch die Beibehaltung der Werkzeuggeometrie und Schnittdaten beim Wechsel der Wendeschneidplatte.
  - Erhebliche Reduzierung der Betriebskosten durch die so schnell mögliche Wiederherstellung der Einsetzbarkeit nach Ablauf der Standzeit durch Verschleiß oder bei Beschädigung einzelner Schneiden/Wendeschneidplatten.
- Möglichkeit zum Wechsel auf spezialisierte Wendeschneidplatten für verschiedene Materialien und Bearbeitungen.
  - Erhebliche Reduzierung der Betriebskosten durch die so mögliche Optimierung der Schnittleistung.
- Reduzierung der benötigten Fräswerkzeuge wegen der universellen Verwendbarkeit.
- Erhebliche Reduzierung der Betriebskosten durch die unbeschränkte Wiederverwendbarkeit im Vergleich zu konventionellen Fräswerkzeugen.

## Nachteile
Die Anschaffungskosten sind ein Vielfaches höher gegenüber einem einfachen Fräser gleicher Bauform. Für beschädigte Messerköpfe bieten sich nur beschränkte Reparatur- und Überarbeitungsmöglichkeiten – entsprechend der Anschaffungskosten sind diese zudem teurer.

## Bilder

Planmesserkopf im Schnitt
Eckmesserkopf
Kopierfräskopf zum Fräsen von Formen und Gesenken
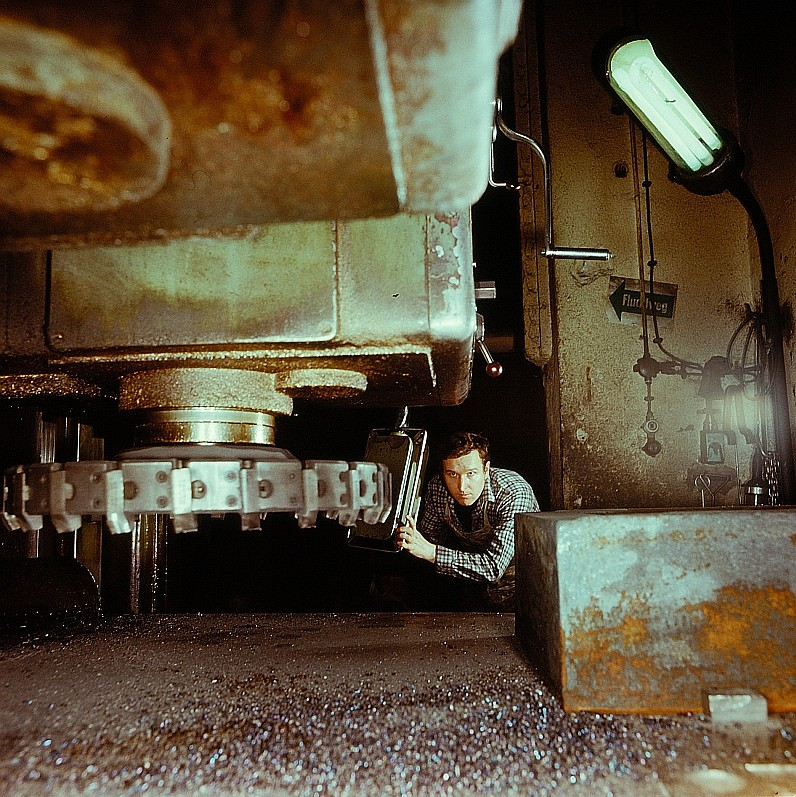
Älterer Messerkopf mit Schneidstählen statt Wendeschneidplatten aus Hartmetall